# Бурмистров, Василий Самсонович
Василий Самсонович Бурмистров (1880—1931) — русский военный деятель, полковник. Герой Первой мировой войны.

## Биография
Родился в Орловской губернии в крестьянской семье.
В 1906 году после окончания Чугуевского военного училища по I разряду произведён в подпоручики и выпущен в Якутский 42-й пехотный полк.

В 1910 году произведён в поручики, в 1914 году в штабс-капитаны. С 1914 года участник Первой мировой войны, в 1915 году «за отличие по службе» произведён в капитаны, в 1916 году «за отличие по службе» произведён в подполковники — командир батальона 42-го Якутского пехотного полка. В 1917 году произведён в полковники — командир Рыльского 126-го пехотного полка. Во время войны был тяжело ранен и контужен. Высочайшим приказом по армии и флоту от 5 октября 1917 года за № 601 за храбрость награждён Георгиевским оружием: 
За отличие и храбрость проявленные против неприятельской армии будучи подполковником 42-го пехотного Якутского полка
После Октябрьской революции жил в городе Острог Ровенской области. Умер в 1931 году, похоронен на Бельмажском кладбище.

## Награды
- Орден Святого Владимира 4-й степени с мечами и бантом (ВП 12.06.1915)
- Георгиевское оружие (ВП 05.10.1917)